# Iskrovo
Iskrovo (makedonska: Искрово) är en fornlämning i Nordmakedonien. Den ligger i kommunen Novo Selo, i den östra delen av landet, 130 kilometer sydost om huvudstaden Skopje.